# Nội Hương
Nội Hương (chữ Hán giản thể: 内乡县, Hán Việt: Nội Hương huyện) là một huyện thuộc địa cấp thị Nam Dương, tỉnh Hà Nam, Cộng hòa Nhân dân Trung Hoa. Huyện này có diện tích 2465 km2, dân số khoảng 630.000 người.
Huyện Nội Hương được chia ra thành các đơn vị hành chính gồm 16 trấn và hương. Các đơn vị hương trấn này lại được chia ra thành 289 thôn hành chính. Huyện này nổi tiếng về hoa cúc, từ xưa đã được gọi là Cúc Đàm.